# Antonio Rüdiger
Antonio Rüdiger (Berlim, 3 de março de 1993) é um futebolista alemão que atua como zagueiro.  Atualmente joga no Real Madrid.

## Carreira

### Primeiros anos
Jogou por vários clubes diferentes durante as categorias de base, sendo eles VfB Sperber Neukölln, Tasmania Berlin, Neuköllner Sportfreunde, Hertha Zehlendorf e Borussia Dortmund.

### Stuttgart
Rüdiger ingressou na base do Stuttgart em maio de 2011. Na época ele já tinha 18 anos, então poderia jogar pela equipe B, mas de acordo com as regras da FIFA, um jogador não pode jogar partidas oficiais em dois times numa mesma temporada, então teve que esperar até julho. Sua estreia profissional pelo Stuttgart II foi no dia 23 de julho, contra o Arminia Bielefeld, pela 1ª rodada da temporada 2011–12 da 3. Liga.
Estreou pela equipe principal no dia 29 de janeiro de 2012, numa partida contra o Borussia Mönchengladbach, que terminou com derrota por 3 a 0. No dia 4 de outubro de 2012, teve seu primeiro jogo competitivo internacional a nível de clubes, contra o Molde Fotballklub pela Liga Europa da UEFA. Após a saída de Maza Rodríguez no período de transferências de inverno, Rüdiger acabou conseguindo a titularidade pelo clube, reforçada ainda mais com as contusões de Georg Niedermeier e Serdar Taşçı. No dia 19 de abril de 2013, renovou o contrato com o Stuttgart até junho de 2017. Rüdiger marcou seu primeiro gol em 1 de setembro de 2013, numa partida em casa contra o Hoffenheim, que terminou com goleada de 6 a 2 para os vermelhos.

### Roma
No dia 19 de agosto de 2015, Rüdiger foi emprestado à Roma por um ano, numa negociação que custou 4 milhões de euros com opção de compra.
A Roma exerceu a opção de compra no dia 30 de maio de 2016, com o zagueiro assinando por quatro temporadas com os giallorossi.

### Chelsea
Foi anunciado pelo Chelsea no dia dia 9 de julho de 2017, assinando um contrato válido por cinco temporadas. Rüdiger recebeu a camisa de número 2, anteriormente usada pelo sérvio Branislav Ivanović, que havia deixado o clube em janeiro. Os valores da transação não foram divulgados, mas foram especulados em torno de 34 milhões de libras.
Em maio de 2018 conquistou seu primeiro título pela equipe, a Copa da Inglaterra. O ápice veio três anos depois, com o título da Liga dos Campeões da UEFA. Rüdiger teve grande atuação no torneio e foi titular absoluto da equipe de Thomas Tuchel, onde formou o trio de zaga ao lado de César Azpilicueta e Thiago Silva.
O trio foi mantido para a temporada seguinte, em que o Chelsea buscava seu terceiro título da Champions. A equipe acabou sendo eliminada da Liga dos Campeões em abril de 2022, nas quartas de final, para o Real Madrid. Apesar da vitória por 3 a 2 fora de casa, no Estádio Santiago Bernabéu, os Blues foram eliminados por 5 a 4 no placar agregado.

### Real Madrid
Foi anunciado como reforço do Real Madrid no dia 2 de junho de 2022, assinando com o clube espanhol por quatro temporadas. Estreou oficialmente no dia 10 de agosto, na vitória por 2 a 0 sobre o Eintracht Frankfurt, em jogo válido pela Supercopa da UEFA.

## Seleção Nacional
Rüdiger representou várias categorias da Seleção Alemã, desde a Sub-18 até a principal. Atualmente integra a Seleção Alemã principal. Estreou pela Alemanha no dia 13 de maio de 2014, num amistoso contra a Polônia que terminou em 0 a 0.
Convocado por Joachim Löw para a disputa da Euro 2016, o zagueiro sofreu uma ruptura do ligamento do joelho direito num treinamento, a poucos dias do início da competição, e acabou sendo cortado.

## Vida pessoal
O pai de Antonio, Matthias Rüdiger, é alemão com ascendência serra-leonesa, enquanto sua mãe Lily é originária de Serra Leoa. Além disso, Rüdiger tem um irmão chamado Sahr Senesie, que também jogava futebol.

## Títulos
Chelsea
- Copa da Inglaterra: 2017–18
- Liga Europa da UEFA: 2018–19
- Liga dos Campeões da UEFA: 2020–21
- Supercopa da UEFA: 2021
- Copa do Mundo de Clubes da FIFA: 2021

Real Madrid
- Supercopa da UEFA: 2022, 2024
- Copa do Mundo de Clubes da FIFA: 2022
- Liga dos Campeões da UEFA: 2023–24
- Copa do Rei: 2022–23
- Supercopa da Espanha: 2023–24
- La Liga: 2023–24
- Copa Intercontinental da FIFA: 2024

Seleção Alemã
- Copa das Confederações FIFA: 2017

### Prêmios individuais
- Medalha Fritz Walter Sub-19 de Ouro: 2012[21]
- Equipe ideal da Liga dos Campeões da UEFA: 2020–21[22] e 2023–24[23]
- Equipe do Ano PFA da Premier League:  2021–22[24]
- FIFPro World XI: 2024[25]
- Seleção do Ano da FIFA: 2024[26]
- Equipe da Temporada de La Liga: 2024–25[27]